# دیوار مرزی غزه و اسرائیل
دیوار مرزی غزه و اسرائیل، یک دیوار مرزی می‌باشد؛ که در مرز غزه و اسرائیل واقع شده است. گذرگاه بیت حانون در شمال نوار غزه، تنها گذرگاه مردم و کالاهایی است که از اسرائیل به غزه می‌آیند. گذرگاه دوم نیز در این موانع وجود دارد که گذرگاه مرزی کرم شالوم نامیده می‌شود، که آن هم انحصاری برای عبور کالاهایی است که از مصر می‌رسند، چرا که اسرائیل اجازه نمی‌دهد کالاها مستقیماً از طریق مرز مصر بگذرند.
حصاری دیگر در امتداد مرز برای بار نخست توسط اسرائیل در سال ۱۹۹۴ به عنوان مانعی امنیتی ساخته شد و از آن زمان بازسازی و ارتقای مداوم داشته است. موانع مرزی مذکور برای کنترل رفت و آمد مردم و همچنین بررسی کالاهای ارسالی بین نوار غزه و اسرائیل ساخته شده.
همچنین یک گذرگاه در امتداد مرز مصر و غزه نام گذرگاه رفح وجود دارد، هر چند که محدود به عبور افراد است. بنا به درخواست اسرائیل، هر محموله یا کالایی که قرار است وارد غزه شود، باید از طریق اسرائیل، معمولاً از طریق گذرگاه مرزی کرم شالوم، عبور کند.

## پیشینه سیاسی
در سال ۱۹۹۳، اسرائیل و سازمان آزادی‌بخش فلسطین توافقنامه اسلو را امضا کردند که تشکیلات خودگردان فلسطین را به همراه کنترل اداری محدود بر کرانه باختری و نوار غزه تأسیس کرد. بر اساس این توافقنامه، اسرائیل همچنان بر حریم هوایی نوار غزه، مرزهای زمینی (به استثنای مرز غزه با مصر که توسط اسرائیل در سال ۲۰۰۵ رها شد) و آب‌های سرزمینی ، کنترل دارد.
در سال ۲۰۰۵، اسرائیل به‌طور یکجانبه نیروهای خود را به همراه هزاران شهرک نشین اسرائیلی از نوار غزه خارج کرد؛ بنابراین اسرائیل مدعی است که به اشغال پایان داده است. با این حال، این ادعا بر این اساس به چالش کشیده شده که اسرائیل همچنان به کنترل آب‌های سرزمینی و حریم هوایی غزه ادامه می‌دهد، علیرغم اینکه غزه بخشی از اسرائیل نیست و غزه‌ای‌ها پاسپورت اسرائیلی ندارند.

## ساختار مانع
اسرائیل ساخت ۶۰ کیلومتر (۳۷ مایل) مانع طولانی در امتداد مرز خود با نوار غزه در سال ۱۹۹۴ را کلید زد. در توافقنامه موقت در سال ۱۹۹۴ در مورد کرانه باختری و نوار غزه، توافق شد که «حصار امنیتی که توسط اسرائیل در اطراف نوار غزه ایجاد شده، باقی بماند و خط مشخص‌شده توسط حصار، همان‌طور که در نقشه نشان داده شده است، باید حفظ شود.» (یعنی مانع لزوماً مرزی را شامل نمی‌شود). سد اولیه در سال ۱۹۹۶ تکمیل شد.
قبل از جدایی در سال ۲۰۰۵، ارتش اسرائیل یک منطقه حائل یک کیلومتری در غزه در امتداد دیوار مرزی داشت که از نزدیک شدن شبه نظامیان به مرز، گاهی با شلیک گلوله، جلوگیری می‌کرد. پس از عقب‌نشینی اسرائیل، فلسطینی‌ها به راحتی به مرز دسترسی پیدا کردند. بنابراین اسرائیل ساخت سیستم امنیتی تقویت شده را در امتداد مرز غزه آغاز کرد که هزینه آن ۲۲۰ میلیون دلار برآورد می‌شود و در اواسط سال ۲۰۰۶ شد.
این شامل یک دیوار ۷ متری با حسگرها، مسلسل‌های کنترل از راه دور و سیم خاردار در سه منطقه‌ای است که مرز در مجاورت شهرک‌های اسرائیلی قرار دارد. زمین‌های گرفته شده از کیبوتص‌های مربوط با اختلاف نظرها جبران شد.

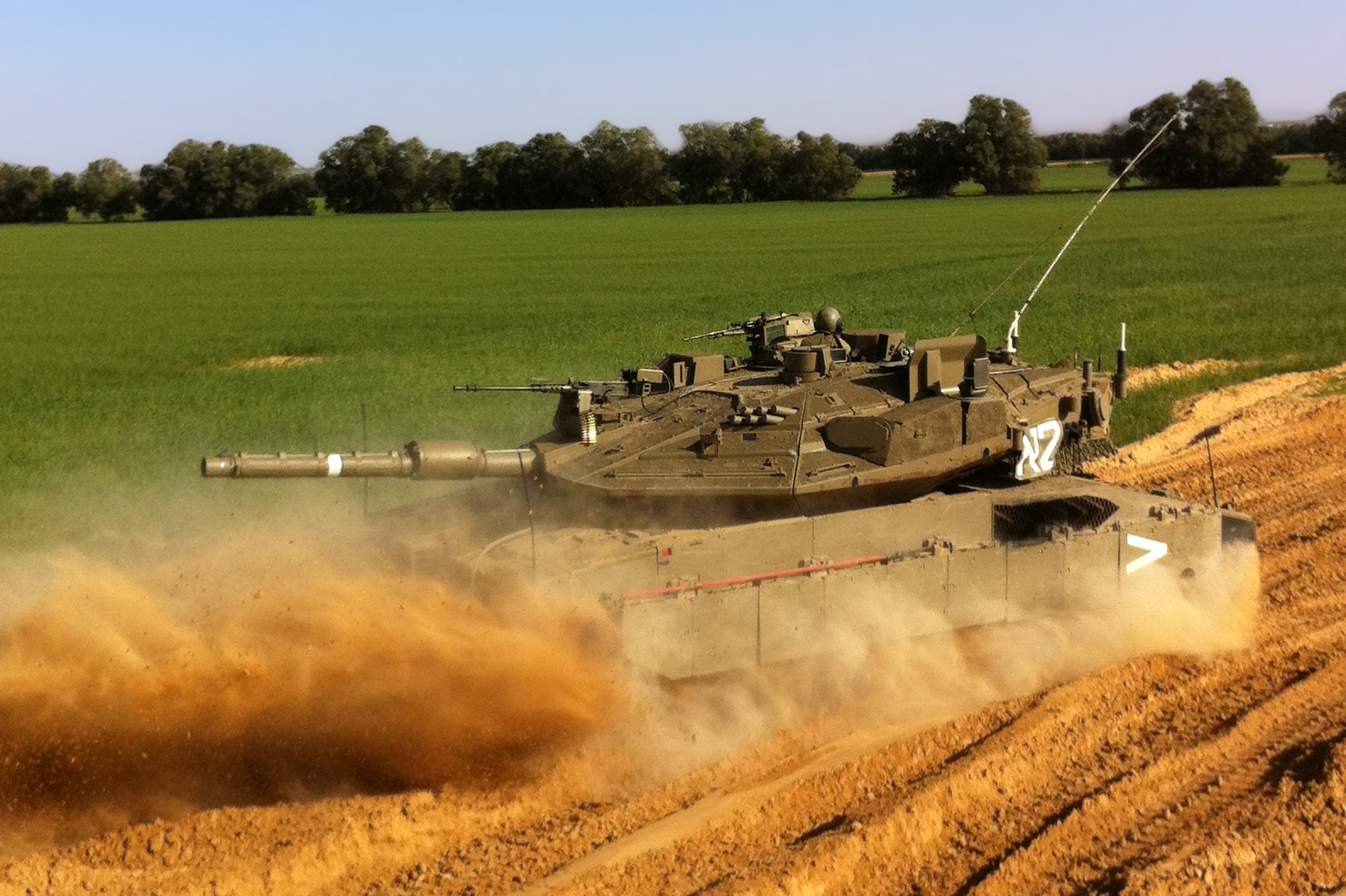
تانک مرکاوا مارک در مرز غزه گشت زنی می‌کند (فوریه ۲۰۱۲)

به‌طور کلی، اولین مانع یک حصار سیم خاردار بدون سنسور است. مانع دوم با کد Hoovers A در فاصله ۲۰ متری قرار گرفته و از یک جاده و حصار با مجموعه‌ای از حسگرها تشکیل شده است. این موانع قبل از سال ۲۰۰۵ وجود داشتند. یک عنصر جدید در منطقه حائل با عرض ۷۰ تا ۱۵۰ متر با کد Hoovers B به همراه حسگرهای حرکتی تعبیه شده در درون زمین نیز کارگذاری شد که به یک حصار با حسگر جدید به برج‌های مراقبت در هر ۲ کیلومتر مجهز است، برای دفاع از این دیوار امنیتی به جای سربازان از مسلسل‌های کنترل از راه دور استفاده می‌شود که البته ممکن است اهدافی برای تک تیراندازان فلسطینی باشند.
این مانع هم از هوا و هم از روی زمین گشت زنی منظم می‌شود.

## پاسخ از غزه
این دیوار با مخالفت و اعتراض برخی از فلسطینیان در غزه مواجه شده است.
دیوار در آغاز انتفاضه الاقصی در سپتامبر ۲۰۰۰ و به دنبال آن حملات منظم توسط فلسطینی‌ها تخریب شد. این دیوار بین دسامبر ۲۰۰۰ و ژوئن ۲۰۰۱ بازسازی شد. علاوه بر پست‌های رصد فناوری پیشرفته، یک منطقه حائل یک کیلومتری اضافه گردید. همچنین به سربازان قوانین جدیدی برای درگیری داده شد، که، طبق گزارش هاآرتص، به سربازان اجازه می‌دهد به سمت هر کسی که شب‌ها در آنجا به‌طور غیرقانونی به داخل خاک اسرائیل می‌خزند شلیک کنند. فلسطینی‌هایی که سعی می‌کردند به صورت مخفیانه از دیوار عبور کنند و وارد اسرائیل شوند، هدف گلوله قرار گرفتند و کشته شدند.
این دیوار در جلوگیری از ورود  بمب‌گذاران انتحاری از غزه به اسرائیل مؤثر بوده است. از سال ۱۹۹۶، تقریباً همه بمب‌گذاران انتحاری که می‌خواستند غزه را ترک کنند، بمب‌های خود را در گذرگاه دیوار منفجر کردند و در حین تلاش برای عبور از مانع در جای دیگری متوقف شدند. از سال ۱۹۹۴ تا ۲۰۰۴ یک بمب‌گذار انتحاری از داخل نوار غزه با موفقیت حمله‌ای را در اسرائیل انجام داد (حمله ۱۴ مارس ۲۰۰۴ در اشدود).
اثربخشی دیوار باعث تغییر تاکتیک‌های شبه‌نظامیان فلسطینی شد که شروع به شلیک راکت‌ها و خمپاره‌های قسام بر روی پشت‌بام‌ها کردند.
در ۲۷ دسامبر ۲۰۰۸، اسرائیل جنگ غزه را آغاز کرد که شامل حملات هوایی و تهاجم زمینی به اهدافی در نوار غزه بود، هدف توقف شلیک موشک از منطقه و قاچاق اسلحه به آن اعلام شد. جنگ در ۱۸ ژانویه ۲۰۰۹ پایان یافت، زمانی که هر دو طرف عملیات نظامی را متوقف کردند. اسرائیل عقب‌نشینی خود را در ۲۱ ژانویه تکمیل کرد، و از آن زمان هزاران موشک و خمپاره از نوار غزه شلیک شده است.

### تونل‌های زیر سد

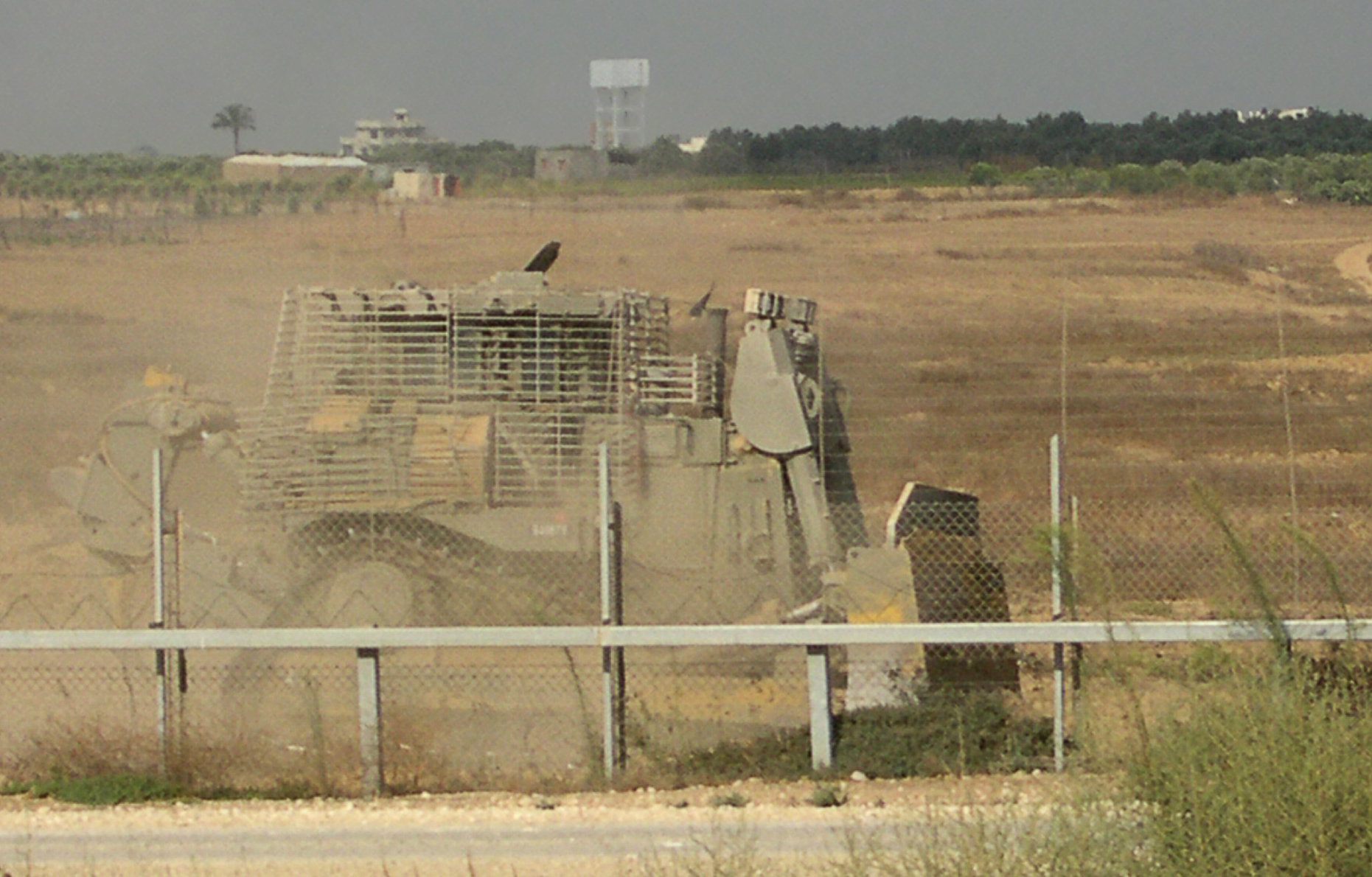
بولدوزر زرهی کاترپیلار D9R ارتش اسرائیل در حال کار در سمت فلسطینی دیوار اسرائیل-غزه به منظور افشای مواد منفجره

به دلیل اثربخشی سد در جلوگیری از نفوذ شبه نظامیان به اسرائیل، آنها استراتژی حفر تونل در زیر حائل را اتخاذ کردند. در ۲۵ ژوئن ۲۰۰۶، فلسطینی‌ها از یک تونل ۸۰۰ متری که طی چند ماه حفر شده بود برای نفوذ به اسرائیل استفاده کردند. آنها به یک واحد زرهی اسرائیلی حمله کردند، دو سرباز اسرائیلی را کشتند و یکی دیگر به نام گیلاد شالیت را اسیر کردند.
بین ژانویه و اکتبر ۲۰۱۳، سه تونل دیگر شناسایی شد که دو تونل آن مملو از مواد منفجره بود. کشف تونل‌های مشابه ساخته شده در سایر نقاط جهان منجر به برآوردهای به روز ارزیابی تهدید شده است.
در طول جنگ غزه در سال ۲۰۱۴، اسرائیل با شبه نظامیان حماس مواجه شد که از تونل‌ها به داخل اسرائیل یورش بردند و به سربازان در امتداد مرز حمله کردند. پس از جنگ، اسرائیل ۳۲ تونل را شناسایی و منهدم کرد. در سال ۲۰۱۸، اسرائیل سه تونل جدید را تخریب کرد.

### مانع ضد تونل زیرزمینی
در پاسخ به تعداد زیادی تونل در حال حفر، که تنها می‌توانست برای نفوذ شبه‌نظامیان استفاده شوند، در اواسط سال ۲۰۱۷، اسرائیل شروع به ساخت دیوار زیرزمینی مرزی در عمق چند متری در طول کل ۴۰ کیلومتری مرز کرد. دیوار مجهز به حسگرهایی است که می‌توانند ساخت تونل را تشخیص دهند. این دیوار به‌طور کامل در زمین اسرائیل قرار دارد.
در اکتبر ۲۰۲۰، حسگرها در ساختار زیرزمینی یک تونل حماس را شناسایی کردند. یکی از مقامات نظامی اسرائیل این تونل را «مهم‌ترین تونلی که تا به امروز دیده‌ایم، هم از نظر عمق و هم از نظر زیرساخت» نامیده است.
سد ضد تونل در مارس ۲۰۲۱ تکمیل شد

## نقاط عبور
از سال ۲۰۱۱، تنها دو گذرگاه در مرز اسرائیل و غزه وجود دارد: گذرگاه شمالی اریز، برای عبور افراد و کالاهایی که از اسرائیل می‌آیند، و گذرگاه مرزی شرقی کرم شالوم، برای عبور کالاهایی که از مصر می‌آیند. اسرائیل اجازه نمی‌دهد کالاها مستقیماً از مصر به غزه از طریق مرز مصر و غزه بروند.

### تقاطع کرم شالوم
گذرگاه‌های غزه مرزی کرم شالوم یک گذرگاه مرزی در نوار غزه - مرز اسرائیل است که توسط سازمان فرودگاه‌های اسرائیل مدیریت می‌شود، و توسط کامیون‌های حامل کالا از اسرائیل یا مصر به نوار غزه استفاده می‌شود.